# Phytoseius turiacus
Phytoseius turiacus är en spindeldjursart som beskrevs av Wainstein och Kolodochka 1976. Phytoseius turiacus ingår i släktet Phytoseius och familjen Phytoseiidae. Inga underarter finns listade i Catalogue of Life.